# نیکلاس ماری
نیکلاس ماری (انگلیسی: Nickolas Muray؛ ۱۵ فوریه ۱۸۹۲ – ۲ نوامبر ۱۹۶۵) یک عکاس آمریکایی مجارستانی الاصل و شمشیرباز در بازی‌های المپیک بود.

## زندگی‌نامه
نیکلاس در سگد مجارستان در یک خانواده یهودی به‌دنیا آمد. پدرش سامو ماندل یک کارگر پست و مادرش کلارا لوویت خانه‌دار بود. در سال ۱۸۹۴ خانواده او به بوداپست نقل مکان کردند. او در یک مدرسه گرافیک در بوداپست تحصیل کرد و در آنجا لیتوگرافی، حکاکی عکس و عکاسی را فراگرفت. ماری پس از دریافت گواهینامه بین‌المللی حکاکی، یک دوره سه ساله در زمینه حکاکی عکس رنگی در برلین گذراند و در آنجا، از جمله، ساخت فیلترهای رنگی را آموخت. در پایان دوره در شرکت انتشاراتی اولشتاین استخدام شد. همسر اول او ایلونا فولوپ، شخصیت ادبی مجارستانی بود، که بعد از مدتی از هم طلاق گرفتند و سپس در سال ۱۹۲۱ با لجا گورسکا ازدواج کرد که از وی نیز بعد از مدتی طلاق گرفت. ماری در ژوئن ۱۹۳۰ با مونیکا اوشی که یک تاجر تبلیغاتی بود، ازدواج کرد و در نهایت از وی نیز طلاق گرفتند. در ۲۳ ژوئیه ۱۹۴۲، با آخرین همسرش، مارگارت شواب، ازدواج کرد. او با هنرمند فریدا کالو یک دهه ارتباط مستمر داشت.

## حرفه هنری
در سال ۱۹۱۳ ماری با کشتی به شهر نیویورک رفت و در آنجا توانست به عنوان یک متخصص چاپ رنگی در بروکلین کار پیدا کند. در سال ۱۹۲۰، ماری در حالی که هنوز در شغل اتحادیه خود به عنوان حکاکی کار می‌کرد، یک استودیوی پرتره را در خانه خود در روستای گرینویچ افتتاح کرد. در سال ۱۹۲۱ او از هارپرز بازار سفارشی دریافت کرد تا پرتره‌ای از فلورنس رید بازیگر برادوی را بگیرد. بلافاصله پس از آن که او هر ماه عکس‌هایی را در هارپرز بازار منتشر می‌کرد، توانست کار حکاکی خود را رها کند. در سال ۱۹۲۲ او نوانست پرتره‌ای از رقصنده دشا دلتیل بگیرد. ماری به سرعت به عنوان یک عکاس پرتره به شهرت رسید و افراد مشهور شهر نیویورک سوژه‌های عکاسی او را تشکیل می‌دادند. در سال ۱۹۲۶، مجله ونتی فر، ماری را برای عکاسی از افراد مشهور به لندن، پاریس و برلین فرستاد و در سال ۱۹۲۹ او را برای عکاسی از ستاره‌های سینما در هالیوود استخدام کرد. او عکاسی تبلیغاتی و مد نیز انجام می‌داد. تصاویر ماری در بسیاری از نشریات دیگر از جمله وگ، مجله لیدیز هوم و نیویورک تایمز منتشر شد.
بین سال‌های ۱۹۲۰ تا ۱۹۴۰، ماری بیش از ۱۰۰۰۰ پرتره گرفت و منتشر کرد. پرتره‌ای که از فریدا کالو در سال ۱۹۳۸ در زمان اقامت کالو در نیویورک در نمایشگاه ماری در گالری جولین لوی حضور داشت، گرفته شد، به معروف‌ترین و محبوب‌ترین پرتره ساخته شده توسط ماری تبدیل شد.
پس از سقوط بازار در سال ۱۹۲۹، ماری از سلبریتی‌ها و پرتره‌های تئاتری روی گردان شد و به یک عکاس تجاری پیشگام تبدیل شد که به دلیل ایجاد بسیاری از کنوانسیون‌های تبلیغات رنگی مشهور بود.

## حرفه شمشیربازی
ماری در بازی‌های المپیک تابستانی ۱۹۲۸ و ۱۹۳۲ (زمانی که در تیم سابر چهارم شد) با تیم ایالات متحده در مسابقات شمشیربازی سابر شرکت کرد.